# Association pour l’étude des assassinats par gaz sous le régime national-socialiste
L'Association pour l’étude des assassinats par gaz sous le régime national-socialiste (ASSAG) est une structure créée en réaction de la diffusion croissante des thèses négationnistes à partir de la fin des années 1970. 

## Histoire
Elle est fondée en avril 1982 dans l'orbite du Comité international des camps (en) sur proposition de Serge Choumoff et Jean Gavard, deux survivants de Mauthausen. Elle se donne, selon ses statuts, pour objectif de « rechercher et contrôler les éléments apportant la preuve de l'utilisation des gaz toxiques par les responsables du régime national socialiste en Europe pour tuer les personnes de différentes nationalités » ainsi que de « contribuer à la publication de ces éléments de preuve ».
L'association a de nombreux membres en commun avec l'Association nationale des anciennes déportées et internées de la Résistance (ADIR). Elle est dirigée par Germaine Tillion, Anise Postel-Vinay étant la trésorière de la structure et sa principale animatrice. Parmi ses membres, on compte plusieurs historiens et anciens déportés : Renée Aubry, Jean-Louis Crémieux-Brilhac, Geneviève de Gaulle-Anthonioz, Jacques Delarue, Jean-Pierre Faye, Augustin Girard, Adelaïde Hauteval, Bernard Jouanneau, Joseph Rovan, Adam Rutkowski, Pierre Vidal-Naquet.
Son activité principale est la rédaction et la publication en allemand, français et anglais d'un ouvrage collectif, Les chambres à gaz, secret d'État qui permet d'établir l'existence des chambres à gaz sur le territoire du Reich. L'association entreprend aussi la traduction et la publication de la thèse de Bernhard Strebel (de) sur la camp de Ravensbrück. 
L'ASSAG cesse ses activités en 2008.

### Archives
- Inventaire des archives de l'ASSAG conservées à La contemporaine.